# Tozé Marreco
António José Marreco de Gouveia, mais conhecido como Tozé Marreco (Miranda do Corvo, 25 de julho de 1987), é um treinador e ex-futebolista português que atuava como ponta-de-lança. Em 2024 treina o Farense.
Marreco somou apenas 9 jogos na Primeira Liga, por Beira-Mar e Olhanense, mas marcou 62 golos em 197 partidas na Segunda Liga, onde jogou por 7 clubes. Em 2014–15, foi eleito Jogador da Temporada, vencendo a competição com o Tondela. Também teve breves passagens por 5 clubes estrangeiros.

## Carreira de Jogador

### Juvenil
Natural de Miranda do Corvo, distrito de Coimbra, Marreco começou a sua carreira juvenil no clube local Lousanense. Posteriormente, juntou-se a outro clube da região, o União de Coimbra.
No União, Tozé jogou a várias posições tanto no ataque como no meio-campo. No entanto, no fim da temporada 2001–02, foi dispensado, pelo que optou por cumprir os seus últimos anos de formação na Académica de Coimbra, onde foi um goleador prolífico.

### Profissional
Em 2006, Marreco fez a sua estreia profissional pelo Pampilhosa, da 3ª divisão. Em janeiro de 2007, assinou pelo Mirandense, da mesma liga.
A 12 de agosto de 2007, o seu agente Jorge Baidek informou-o, através de um telefonema, de uma proposta por parte do PEC Zwolle, da Eerste Divisie (2ª divisão holandesa). Tozé aceitou, assinando pelo clube no final do mês. Em 2007–2008, Marreco fez uma grande época, sendo o 2º melhor marcador português no estrangeiro, atrás apenas de Cristiano Ronaldo; e ajudando o PEC Zwolle a qualificar-se para os play-offs de promoção à Eredivisie (onde foi derrotado na última ronda pelo De Graafschap) e a atingir os quartos-de-final da KNVB Beker, onde foi eliminado pelo eventual vencedor da competição, o Feyenoord.
No verão de 2008, Marreco assinou pelo Alavés, da Segunda Divisão Espanhola, mas não fez nenhuma partida oficial pelos bascos.
A 22 de janeiro de 2009, Tozé assinou um contrato de 3 anos com o Lokomotiv Mezdra, da Bulgária. Dois dias depois, na sua estreia, bisou numa goleada por 6–0 num amigável frente ao Botev Krivodol.
A 30 de junho de 2009, Marreco assinou um contrato de 2 anos com o Servette, da Challenge League (2ª divisão suíça). Um ano depois, regressou a Portugal, por empréstimo ao CD Aves até ao fim da temporada 2010–11. Na sua estreia a titular, a 28 de outubro de 2010, fez um hat-trick numa vitória em casa por 3–2 sobre o Portimonense, na 2ª ronda da Taça da Liga.
Nos anos seguintes, Marreco continuou a jogar principalmente na Segunda Liga, representando o União da Madeira, Naval e Tondela (duas passagens). Pelo meio, somou também 9 jogos na Primeira Liga, por Beira-Mar e Olhanense, sem conseguir marcar qualquer golo.
Em 2014–15, na sua segunda passagem pelo Tondela, Marreco foi o Melhor Marcador da Segunda Liga, com 23 golos, ajudando o clube de Viseu a alcançar a subida à 1ª divisão pela primeira vez na sua história.

A 31 de agosto de 2015, Tozé assinou pelo clube belga RE Mouscron, da Jupiler Pro League. No entanto, em fevereiro de 2016 regressou à Segunda Liga, emprestado ao Chaves.
Em julho de 2016, Marreco regressou, 11 anos depois, à Académica, recém-despromovida à Segunda Liga. Em janeiro de 2017, foi emprestado ao Famalicão, da mesma divisão, até ao fim da temporada 2016–17. Em junho de 2018, Tozé rescindiu contrato com a Briosa, por mútuo acordo.
Em dezembro de 2018, Marreco assinou pelo Lusitânia de Lourosa, do Campeonato de Portugal. Em julho de 2019, Tozé Marreco decidiu pôr fim à carreira de jogador.

## Carreira de Treinador
Após treinar os júniores da Académica, em junho de 2020, Marreco foi anunciado como treinador do Oliveira do Hospital, do Campeonato de Portugal. Na sua primeira época, levou a equipa à promoção à Liga 3; na temporada seguinte, garantiu a manutenção nessa divisão.
A 15 de junho de 2022, Marreco regressou ao Tondela, recém-despromovido à Segunda Liga, sendo anunciado como treinador da equipa principal a partir da temporada 2022–23. A 30 de julho, na sua estreia como treinador dos Beirões, foi derrotado pelo FC Porto por 3–0, na Supertaça Cândido de Oliveira.
Após 2 anos no Tondela, Marreco chegaria à elite do futebol português, assumindo o Gil Vicente em 2024.

## Títulos
Tondela
- Segunda Liga: 2014–15[18]

Individual
- Jogador do Ano da Segunda Liga: 2014–15[31]